# 宮瀨玲奈
宫濑玲奈（日语：宮瀬 玲奈，5月26日— ）是居住在日本的女性聲優和偶像，是虛擬聲優偶像團體22/7的成員。

## 簡歷
- 2016年
  - 12月24日 - 在 22/7 的 10,325 名申請人中通過了最終的試鏡[2]。試鏡時的編號為 9 號。
- 2017年
  - 3月2日 - 因 22/7 並不會公布成員本名及年齡，於是在SHOWROOM直播「私たちの名付け親になってください」中向大眾募集藝名[3] 。
  - 3月4日 - 在成員名稱發表的 SHOWROOM 直播中，公布名稱定為「宮瀨玲奈」。在此之前皆以「夢幻（みゅう）」稱呼之。
  - 5月19日 - 在角色決定的 SHOWROOM 直播中[4] ，正式公布擔任 22/7 角色立川絢香的聲優。與此同時，也是第一次在公開場合露臉。
  - 9月20日 - 22/7 的第一首單曲「僕は存在していなかった」正式亮相。
- 2018年
  - 7月7日 - 作為立川絢香的聲優出演的節目《22/7計算中》開始放送。
  - 11月16日 - 作為虛擬YouTuber立川絢香首次亮相[5] 。
- 2020年
  - 12月14日 - 网络节目《宮瀬玲奈の今にゃんしよーと？》开始放送。
- 2023年
  - 1月25日，宣布将在22/7的第11支单曲发布后毕业。[6]
  - 5月31日，从 22/7 正式毕业。

## 人物
- 昵称是「玲喵、雷娘（れいにゃん）」，粉丝的昵称是「にゃいと（騎士團）」。
- 有一个姐姐[7] 。
- 因為對於演員的表演感到憧憬，並且希望能夠作為演出者參與电影、戏剧、游戏和动画等，而非僅僅作為欣賞這些作品的人，於是決定參加了22/7的海選。憧憬的偶像包含：白石麻衣（乃木坂46 ）、山本彩（ NMB48）、渡邊麻友（ AKB48 ） [8] 。
- 除了是很喜歡笑的人以外，在過往採訪的過程中也談論了許多日本國內電影。此外，因為受到加藤一二三（日语：加藤一二三）的影响，對於將棋也有所興趣[9]

## 演出作品

### 电视动画
- 22/7 (2020，立川絢香[10] )

### 电视节目
- 22/7 計算中（2018年7月7日—2019年12月28日）—立川絢香
- 22/7 計算中 第二季（2020年4月4日—2021年1月1日）—立川絢香
- 22/7 檢算中（2021年1月9日—3月27日）— 宮瀨玲奈
- 22/7 計算中 第3季（2021年4月3日—）—立川絢香

### 舞台劇
- 突擊莉莉（岸本·露琪亞·來夢）
  - 《アサルトリリィ The Fateful Gift》（2020年9月3日 - 2020年9月13日）
  - 《アサルトリリィ×私立ルドビコ女学院『シュベスターの祈り』》（2021年5月31日 - 2021年6月6日）[11]
  - 《アサルトリリィ×私立ルドビコ女学院『 シュベスターの秘密』》（2021年10月15日 - 2021年10月24日）[12]
- ピウス企画《オールドメイド》（2020年11月26日 - 2020年12月6日，清水朱音 ）
- ヒロイン（2021年4月21 - 28日，寺内遥）

### 电影
- 阿宅的戀愛太難 （2020年2月7日，东宝）- 音乐部分

### 網路節目
- 宮瀬玲奈の今にゃんしよーと？（2020年12月 - ，Niconico直播）

### 游戏
- 22/7 音乐时间（立川絢香[13] ）